# Microchlaena yunnanensis
Microchlaena yunnanensis là một loài thực vật có mạch trong họ Woodsiaceae. Loài này được (H. Christ) Ching miêu tả khoa học đầu tiên năm 1938.